# Matricaria chamomilla
La camomilla comune (Matricaria chamomilla L.) è una specie di pianta angiosperma dicotiledone della famiglia delle Asteraceae (sottofamiglia Asteroideae, tribù Anthemideae (Eurasian grade) e sottotribù Matricariinae).

## Etimologia
Il nome deriva dal greco χαμαίμηλον (chamáimēlon), parola formata da χαμαί (chamái), "a terra" + μῆλον (mḕlon), "mela" per l'odore che somiglia a quello della mela renetta; questa derivazione è conservata nel nome spagnolo manzanilla, da manzana, che significa "mela". Il nome del genere, Matricaria, proviene dal latino mātrīx, mātrīcis, che significa "utero", con riferimento al potere calmante nei disturbi mestruali..
Il nome scientifico della specie è stato definito dal botanico Carl Linnaeus (1707-1778) nella pubblicazione " Species Plantarum" ( Sp. Pl. 2: 891) del 1753.

## Descrizione

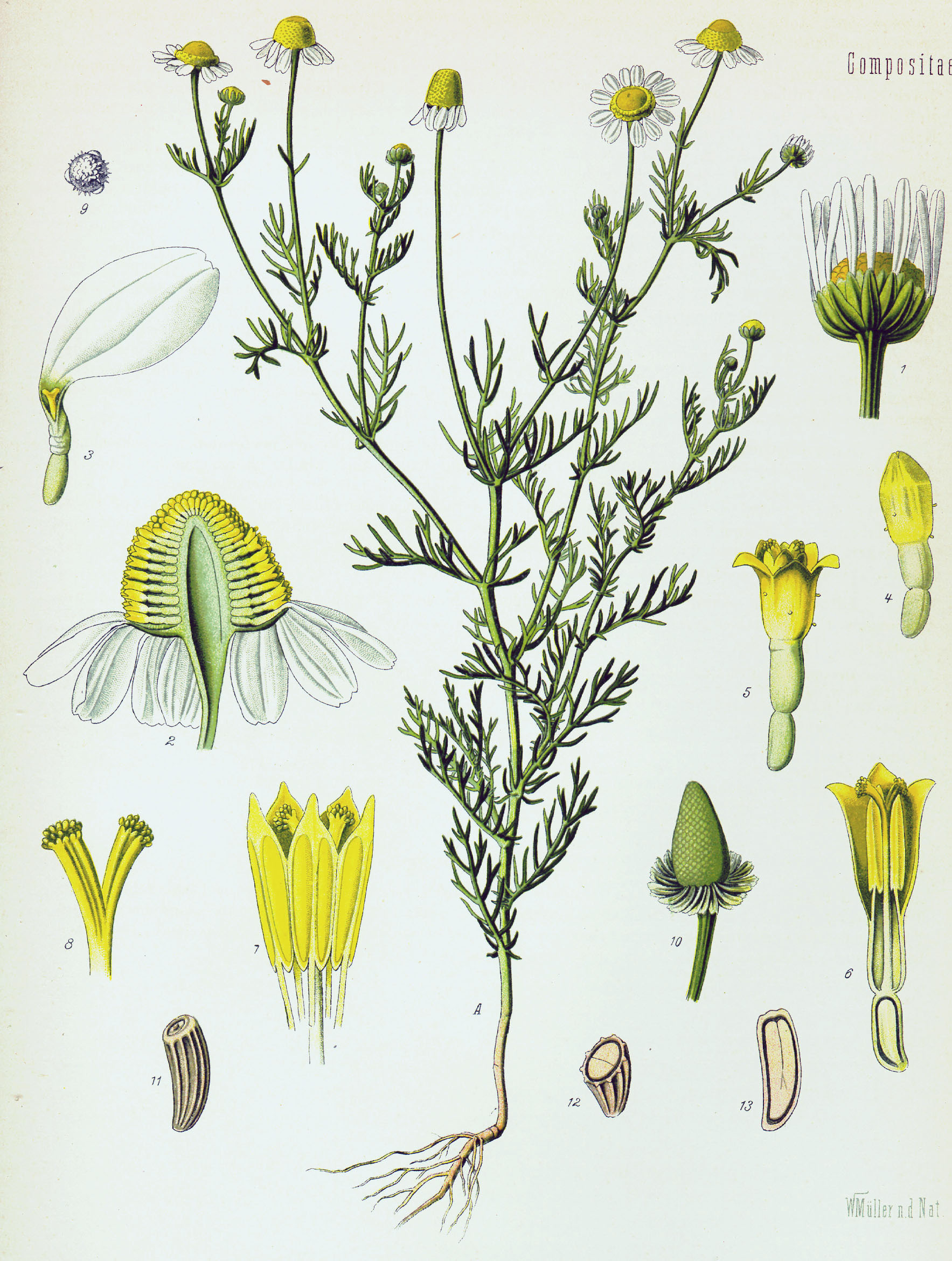
Tavola botanica

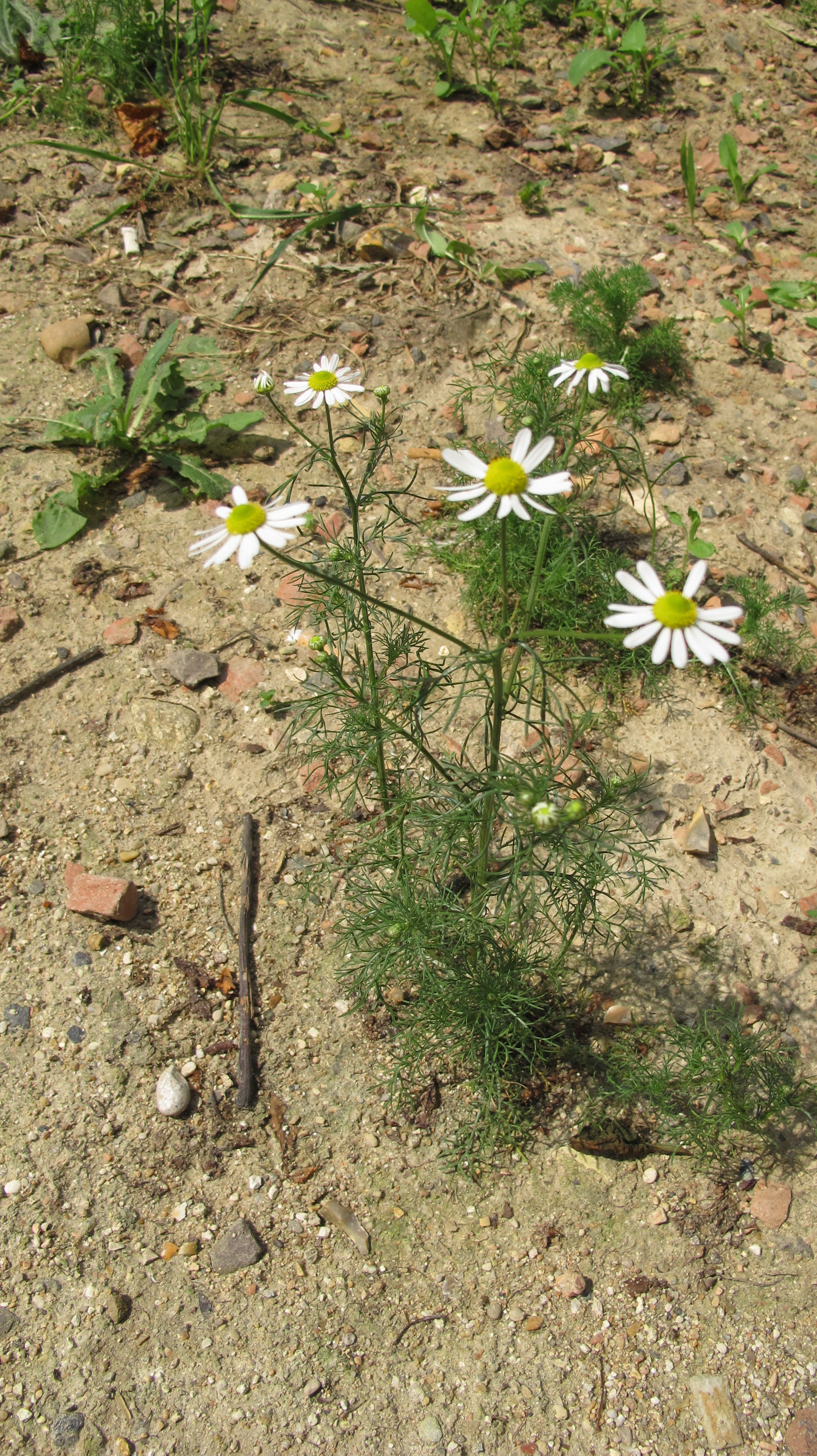
Il portamento

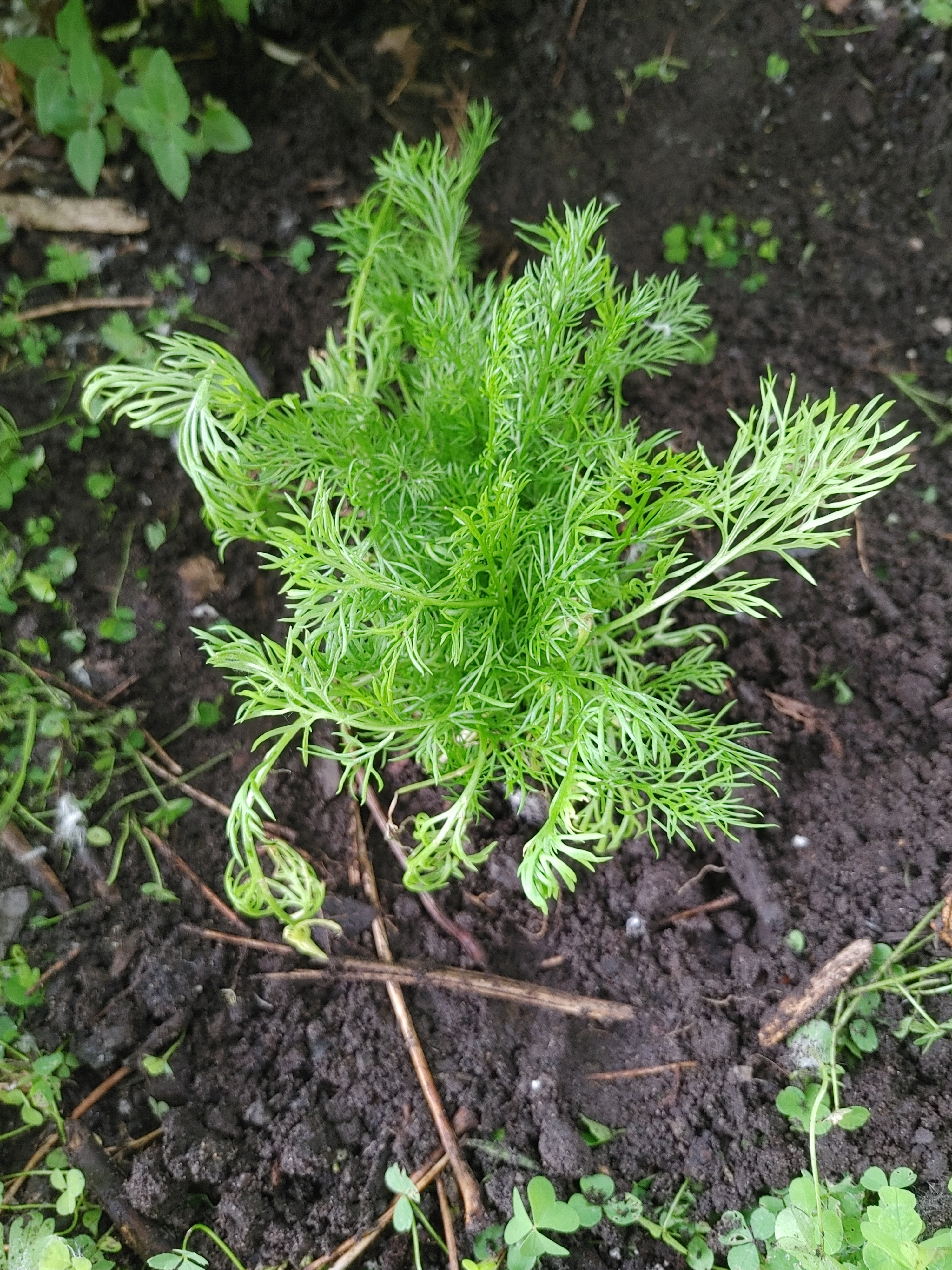
Le foglie

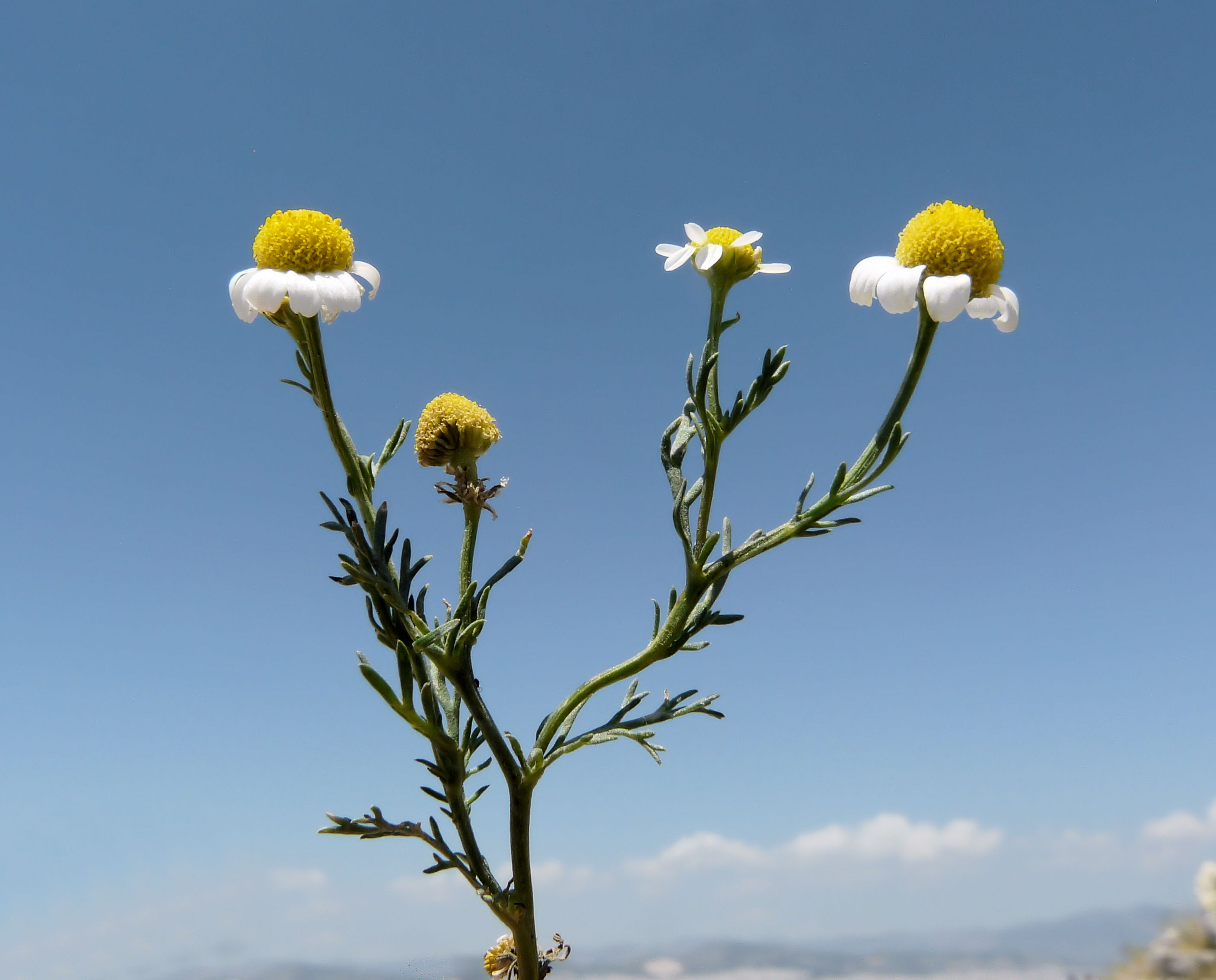
Infiorescenza

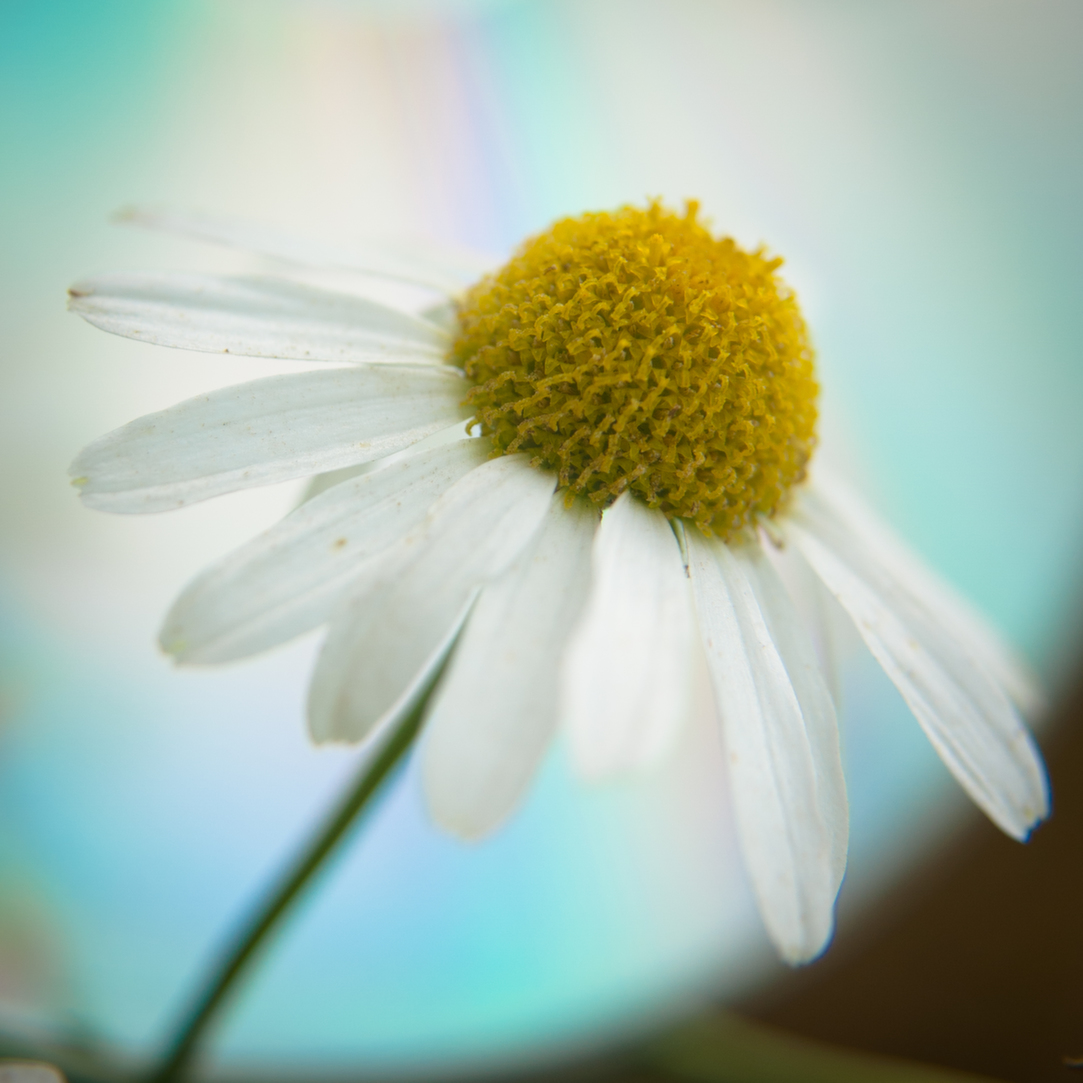
I fiori

Portamento. La specie di questa voce è una pianta erbecea annuale con indumento a peli basifissi, alcune parti possono essere anche glabre. La forma biologica è terofita scaposa (T scap), ossia in generale sono piante erbacee che differiscono dalle altre forme biologiche poiché, essendo annuali, superano la stagione avversa sotto forma di seme e sono munite di asse fiorale eretto e spesso privo di foglie. La pianta è spiccatamente aromatica. I fiori hanno un odore aromatico gradevole e contengono un'essenza caratteristica costituita dal principio attivo azulene, e da una mescolanza di altre sostanze (acido salicilico, acido oleico, acido stearico, alfa-bisabololo).
Fusto. La pianta ha radici a fittone e un portamento cespitoso, con più fusti  (da 1 a 8) che partono dalla base, più o meno ramificati nella porzione superiore. L'altezza non supera in genere i 50 cm nelle forme spontanee, mentre nelle varietà coltivate può arrivare agli 80 cm.
Foglie. Le foglie sono alterne e sessili, oblunghe (il contorno è lanceolato). La lamina è bipennatosetta o tripennatosetta, con lacinie lineari molto strette (quelle cauline). Dimensione delle foglie: 1,5 x 3 - 5 cm.
Infiorescenza. Le sinflorescenze sono formate da 1 - 120 capolini solitari o raccolti in modo corimboso lasso. Le infiorescenze vere e proprie sono composte da un capolino terminale peduncolato di tipo radiato. Il peduncolo, lungo 2 - 6 cm, è sotteso da 1 - 2 brattee lineari. I capolini sono formati da un involucro, con forme a coppa molto svasata, composto da 34 - 42 brattee, al cui interno un ricettacolo fa da base ai fiori di due tipi: fiori del raggio (se presenti) e fiori del disco. Le brattee, con forme oblunghe o da ovate a spatolate o lineari-spatolate e a consistenza erbacea (scariose scure o chiare ai margini), sono disposte in modo più o meno embricato su più serie (da 2 a 3). Il ricettacolo è conico (al disotto del quale si apre una cavità) ed è sprovvisto di pagliette a protezione della base dei fiori. Diametro dei capolini: 1–2 cm. Diametro dell'involucro: 6 mm.
Fiori.  I fiori sono tetra-ciclici (formati cioè da 4 verticilli: calice – corolla – androceo – gineceo) e pentameri (calice e corolla formati da 5 elementi). Si distinguono in:
- fiori del raggio (esterni): da 14 a 26 per capolino, sono femminili, fertili e sono disposti su una serie; la forma è ligulata (zigomorfa); a volte possono mancare o essere ridotti;
- fiori del disco (centrali): sono più numerosi (250 - 570) con forme brevemente tubulose (attinomorfe); sono ermafroditi fertili.

- Formula fiorale:

*/x K {\displaystyle \infty }, [C (5), A (5)], G 2 (infero), achenio
- Calice: i sepali del calice sono ridotti ad una coroncina di squame.

- Corolla:

- fiori del raggio: la forma della corolla alla base è più o meno tubulosa-imbutiforme, mentre all'apice è ligulata con forme ellittico-ovate e portamento deflesso; la ligula può terminare con alcuni denti; il colore è bianco; dimensione dei fiori: 2 x 6 mm;
- fiori del disco: la forma della corolla è tubulare bruscamente divaricata in 4 - 5 lobi ed è lievemente zigomorfa in quanto due lobi sono più larghi degli altri; i lobi, patenti o eretti, hanno una forma deltata; il colore può essere giallo o verdastro.

- Androceo: l'androceo è formato da 5 stami (alternati ai lobi della corolla) sorretti da filamenti generalmente liberi con un collare a forma di balaustra; gli stami sono connati e formano un manicotto circondante lo stilo. Le antere possono essere sia di tipo basifissa che medifissa (ossia attaccate al filamento per la base – nel primo caso; oppure in un punto intermedio – nel secondo caso).[16] Questa caratteristica ha valore tassonomico in quanto distingue i generi gli uni dagli altri. Il tessuto endoteciale (rivestimento interno dell'antera) non è polarizzato. Il polline è sferico con un diametro medio di circa 25 micron;  è tricolporato (con tre aperture sia di tipo a fessura che tipo isodiametrica o poro) ed è echinato (con punte sporgenti).

- Gineceo: l'ovario è infero uniloculare formato da 2 carpelli. Lo stilo (il recettore del polline) è profondamente bifido (con due stigmi divergenti) e con le linee stigmatiche marginali separate o contigue. I due bracci dello stilo hanno una forma troncata e possono essere papillosi o ricoperti da ciuffi di peli.

- Antesi: da maggio a agosto. Il ciclo di vegetazione è primaverile-estivo, con fioritura in tarda primavera e nel corso dell'estate.

Frutti. I frutti sono degli acheni senza pappo a forma ob-ovoide/ob-lunga, a sezione circolare o debolmente piatta dorsoventralmente, con 3 - 5 deboli coste longitudinali biancastre.  L'apice è arrotondato con una stretta coroncina. Il pericarpo può possedere alcune cellule mucillaginifere. Le coste laterali contengono dei canali resiniferi. Lunghezza dell'achenio: 1 mm.

## Biologia
Impollinazione: tramite insetti (impollinazione entomogama tramite farfalle diurne e notturne).

Riproduzione: la fecondazione avviene fondamentalmente tramite l'impollinazione dei fiori.

Dispersione: i semi cadono a terra e vengono dispersi soprattutto da insetti come formiche (disseminazione mirmecoria). Un altro tipo di dispersione è zoocoria: gli uncini delle brattee dell'involucro (se presenti) si agganciano ai peli degli animali di passaggio che portano così i semi anche su lunghe distanze. Inoltre per merito del pappo (se presente) il vento può trasportare i semi anche per alcuni chilometri (disseminazione anemocora).

## Distribuzione e habitat

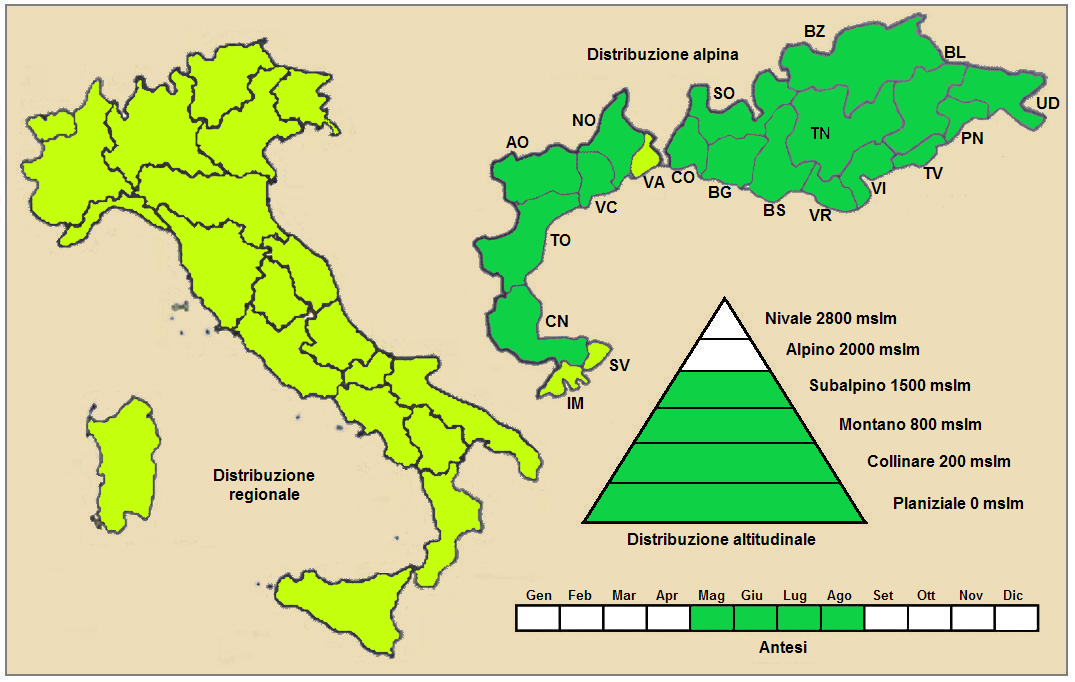
Distribuzione della pianta (Distribuzione regionale – Distribuzione alpina)

Geoelemento: il tipo corologico (area di origine) è  Sud Est Asiatico (Subcosmopolita).
Distribuzione: la specie è distribuita in Europa e in Asia ed è naturalizzata anche in altri continenti. In Italia questa specie si trova ovunque (alcune checklist la considera "aliena/introdotta naturalizzata"). Nelle Alpi si trova in tutti i settori. Fuori dall'Italia, sempre nelle Alpi, questa specie si trova in Francia, Svizzera, Austria e Slovenia. Sugli altri rilievi collegati alle Alpi è presente nella Foresta Nera, Monti Vosgi, Massiccio del Giura, Massiccio Centrale, Pirenei, Monti Balcani e Carpazi.
Habitat: cresce spontaneamente nei prati e in aperta campagna; l'habitat tipico per queste piante sono gli incolti o le colture di cereali, i bordi stradali asciutti, le ferrovie e altri luoghi abbandonati. Il substrato preferito è calcareo ma anche siliceo con pH neutro, medi valori nutrizionali del terreno che deve essere mediamente umido. È una specie rustica che si adatta anche a terreni poveri, moderatamente salini, acidi. 
Distribuzione altitudinale: sui rilievi alpini, in Italia, queste piante si possono trovare fino a 800 m s.l.m. (raramente 1500 metri); nelle Alpi frequentano quindi i seguenti piani vegetazionali: collinare, montano e in parte quello subalpino (oltre a quello planiziale). 

## Fitosociologia
Dal punto di vista fitosociologico alpino la specie di questa voce appartiene alla seguente comunità vegetale:
Formazione: delle comunità terofiche pioniere nitrofile
Classe: Stellarietea mediae.

## Sistematica
La famiglia di appartenenza di questa voce (Asteraceae o Compositae, nomen conservandum) probabilmente originaria del Sud America, è la più numerosa del mondo vegetale, comprende oltre 23.000 specie distribuite su 1.535 generi, oppure 22.750 specie e 1.530 generi secondo altre fonti (una delle checklist più aggiornata elenca fino a 1.679 generi). La famiglia attualmente (2021) è divisa in 16 sottofamiglie; la sottofamiglia Asteroideae è una di queste e rappresenta l'evoluzione più recente di tutta la famiglia.

### Filogenesi
Il gruppo di questa voce è descritto nella tribù Anthemideae, una delle 21 tribù della sottofamiglia Asteroideae). In base alle ultime ricerche nella tribù sono stati individuati (provvisoriamente) 4 principali lignaggi (o cladi): "Southern hemisphere grade", "Asian-southern African grade", "Eurasian grade" e "Mediterranean clade". Il genere Matricaria (insieme alla sottotribù Matricariinae) è incluso nel clade Eurasian grade.
Nella "Flora d'Italia" Sandro Pignatti divide le tre specie di Matricaria presenti nella flora spontanea italiana in: (1) piante con capolini a fiori del disco gialli e fiori raggianti bianchi e (2) piante con capolini con soli fiori del disco gialli (mancano i fiori raggianti bianchi). La specie di questa voce appartiene al primo gruppo.
I caratteri distintivi della specie  Matricaria chamomilla  sono:
- il capolino è di tipo radiato;
- il ricettacolo è lungo il doppio della larghezza.

Il numero cromosomico delle specie di questa voce è: 2n = 18.

### Sinonimi
Sono elencati alcuni sinonimi per questa entità:
- Chamaemelum chamomilla (L.) E.H.L.Krause
- Chamomilla chamomilla  (L.) Rydb.
- Chamomilla officinalis  K.Koch
- Chrysanthemum chamomilla  (L.) Bernh.

## Fitochimica
La camomilla contiene numerosi composti fitochimici importanti. I principali costituenti sono sesquiterpeni, flavonoidi, cumarine e poliacetileni. Tra le cumarine, si possono menzionare l'erniarina e l'umbelliferone. I flavonoidi includono apigenina, luteolina, quercetina, rutina e naringenina. I fiori di camomilla contengono anche fenoli come l'acido clorogenico e l'acido caffeico. L'olio essenziale estratto dai fiori è ricco di derivati dei sesquiterpeni (75-90%), con componenti principali come (E)-β-farnesene, farnesolo, camazulene e α-bisabololo. Il camazulene è un prodotto secondario che si forma a partire dalla matricina, la quale è naturalmente presente nei fiori. Questa trasformazione avviene durante il processo di idrodistillazione o distillazione a vapore. I fiori contengono anche numerosi composti fenolici e oli essenziali, che variano a seconda della fase di crescita e del momento della raccolta. α-bisabololo e i suoi ossidi raggiungono il massimo nella fase di piena fioritura, mentre il contenuto di farnesene diminuisce con lo sviluppo dei fiori.

## Uso

### Farmacologia

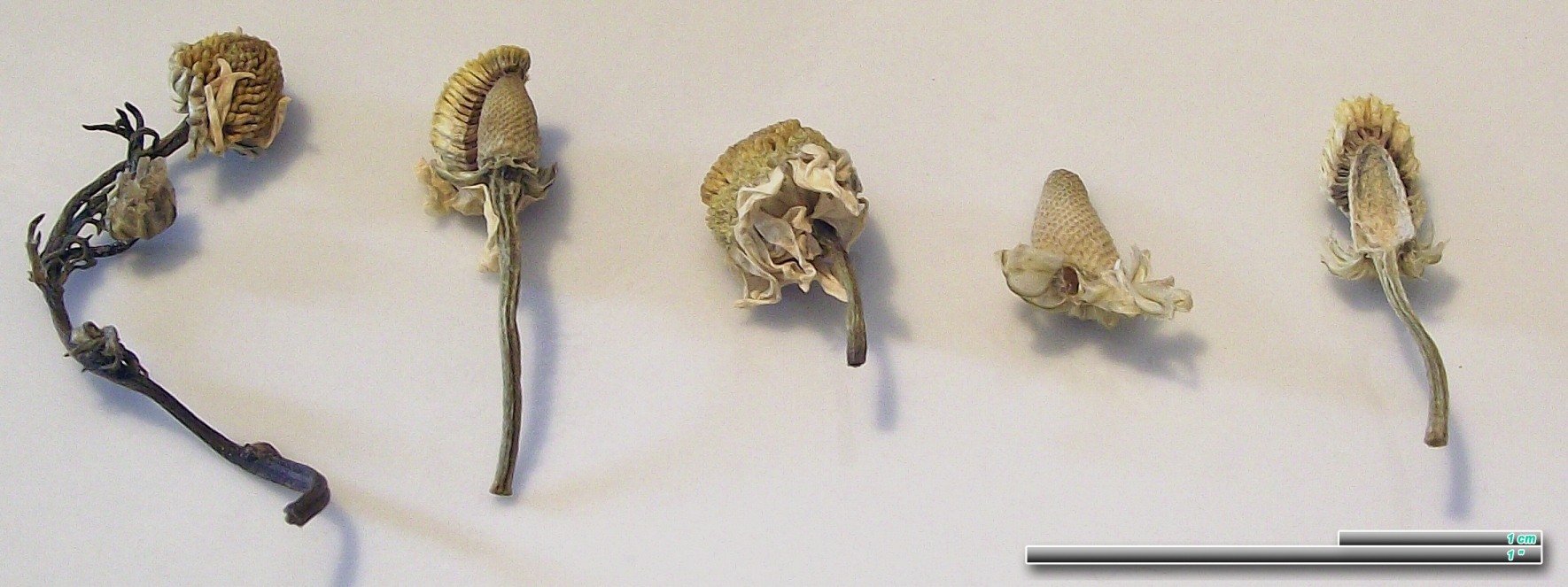
Infiorescenze essiccate

Di questa pianta vengono in genere raccolti i fiori, preferibilmente dopo aver perso i petali ma prima di essersi essiccati sulla pianta stessa. Una comune metodologia di raccolta consiste nel far passare fra le dita (o fra i denti di appositi pettinini) gli steli della pianta in maniera tale da raccogliere solamente i fiori, evitando una lunga fase di pulitura. I capolini si essiccano disponendoli in strati sottili all'ombra; si conservano poi in recipienti ermetici di vetro al riparo da fonti di luce e umidità.
Da questi fiori si producono infusi che notoriamente vengono utilizzati per i loro effetti blandamente sedativi. Oltre che alla somministrazione orale, è possibile ricorrere all'uso di preparati di camomilla anche per nebulizzazioni, linimenti anti-stress, impacchi, colliri e collutori (questi ultimi anche assieme alla malva). 

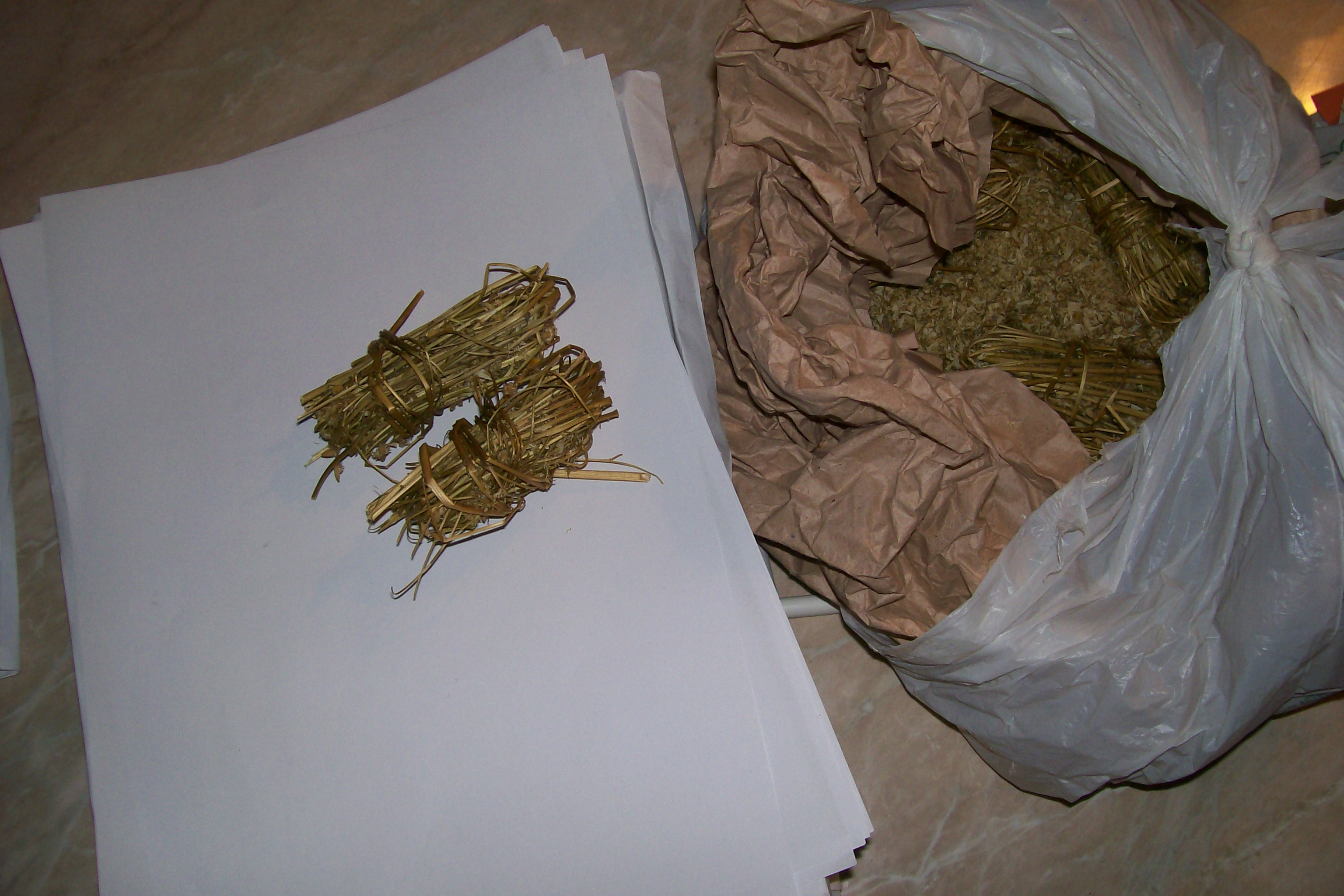
Camomilla essiccata in mazzetti. Nella busta sono visibili i fiori caduti dai mazzetti che formano quasi una polverina, che possono anch'essi essere usati per infuso, filtrando o meno a seconda dei gusti

La camomilla ha potenziali proprietà antinfiammatorie, locali e interne, e costituisce un rimedio calmante tipico dei fenomeni nevralgici (sciatica, trigemino, lombaggine e torcicollo). Questo grazie a certi componenti dell'olio essenziale (alfa-bisabololo, guaiazulene, camazulene e farnesene), a una componente flavonoide (soprattutto apigenina, quercetina, apiina e luteolina) e ai lattoni matricina e des-acetil-matricarina. Il suo potere antiflogistico a parità di principio attivo (in peso) è stato comparato a quello del cortisone. Altri flavonoidi presenti (eupatuletina, quercimetrina) e le cumarine sono responsabili delle proprietà digestive e spasmolitiche. Queste combinazioni di principi attivi ne fanno un buon risolvente nella dismenorrea, nei crampi intestinali dei soggetti nervosi, negli spasmi muscolari e nei reumatismi. Le tisane ottenute con questa pianta inoltre provocano l'espulsione di gas intestinali in eccesso.
Presenti anche proprietà nutrizionali della camomilla rispetto ai capelli e al cuoio capelluto.

### Medicina alternativa
Nell'omeopatia, oltre alle indicazioni già elencate, la camomilla viene consigliata per i problemi associati alla dentizione, alla sindrome premestruale e a varie malattie infantili come otiti, coliche e a numerosi problemi comportamentali.